# Freescale 68HC16
68HC16（またはHC16と略記）は、フリースケール・セミコンダクタ（以前はモトローラ・セミコンダクタとして知られていた）によって作られた、16ビットコアのCPU16に基づき高度にモジュール化されたマイクロコントローラのシリーズである。CPU16コアは完全な16ビットの設計でありながら、68HC11(HC11)のユーザにとって利用しやすいアーキテクチャである。HC11コア設計との類似点は、8ビットの68HC11での設計が16ビットCPUの性能向上を必要としたときのアップグレードパスを提供するための、意図的なものである。HC16とCPU16コアの多くの特徴は、HC11ユーザにとって新しいものである。
HC16がHC11ユーザにソフトウェアのアップグレードパスを提供する一方で、32ビットマイクロプロセッサで見られる非同期アドレス・データバスと完全なハードウェア互換性を提供している。